# Anàlisi fonamental
L'anàlisi fonamental és una tècnica que permet conèixer el bon o mal funcionament d'una empresa o l'economia en general. Es realitza principalment sobre les empreses que cotitzen a la borsa: els inversors l'utilitzen, juntament amb l'anàlisi tècnica, per cercar el valor que hauria de tenir i determinar si la compra d'accions d'una determinada empresa és una bona inversió. També es pot fer sobre bons i derivats.
Aquest tipus d'anàlisis va ser introduït per Benjamin Graham i David Dodd, el 1934 a Security Analysis (el qual va tenir diverses reedicions entre 1934 i 1962).
Entre d'altres, cobreix els següents aspectes:
- Creixement dels ingressos
- Benefici que té l'empresa
- Posició respecte de les empreses de la competència (anàlisis de l'entorn)
- Capacitat que té l'empresa de pagar els deutes

- Estats financers periòdics: càlcul de ràtios.
- Informació econòmica en general.
- Qualsevol tipus d'informació que pugui afectar el valor d'una empresa.

## Descripció
La hipòtesi fonamental assumeix que quan el preu de mercat és inferior al valor essencial o fonamental, l'acció o títol està infravalorada i el seu preu s'elevarà en el futur quan el mercat s'ajusti pròpiament.
Per tant, un analista fonamental hauria de ser capaç calcular el valor essencial del títol o acció, i quin és el preu actual. El signe de la diferència dona una idea si la tendència a pujar és positiva o negativa. Així el problema principal és la tasca d'estimar quin hauria de ser el valor intrínsec del títol o acció, i en conseqüència el que el mercat "hauria de" fer. Un altre problema més gran és predir quan es produiran els moviments predits. En general, l'anàlisi s'aplica a inversions a llarg termini, esperant que el mercat reflecteixi el valor esperat.

## Ràtios
Indiquen de manera simplificada la situació de l'empresa en un àmbit determinat: capacitat de pagar els deutes, dividends que paga als inversors, etc.
- Ràtio preu-valor comptable o PBR (Price to Book Ratio)
- PCF (Preu - Cash Flow)
- preus benefici o PEG (PER To Growth)
- PER (Price Earnings Ratio)
- P/S o PSR (Price–sales ràtio)
- PVT (indicador Price Volume Trend); també s'utilitzat VPT (Volum Price Trend)
- BPA (benefici per Acció)
- CFA (Cash Flow per Acció)
- DPA
- VPA

## Predictibilitat
L'anàlisi fonamental sembla ben fonamentat teòricament, i molts analistes en l'actualitat el fan servir. No obstant això, la investigació acadèmica estadística seriosa ha conclòs que l'anàlisi fonamental no és millor que l'anàlisi tècnica borsària a l'hora de predir el preu futur de les acciones. Per exemple el professor Burton G. Malkiel resumeix l'estat de la qüestió així:
| «                                    | La comunitat acadèmica va pronunciar el seu veredicte. L'anàlisi fonamental no és millor que l'anàlisi tècnica a l'hora d'oferir als inversors l'oportunitat d'obtenir beneficis per sobre de la mitjana | » |
| — Un paseo aleatorio por Wall Street | |   |

De fet el mateix Benjamin Graham un dels creadors d'aquest tipus d'anàlisi recentment ha admès que:
| «                                            | Ja no sóc defensor de les tècniques elaborades de l'anàlisi d'inversió per trobar millors oportunitats per als valors. Aquesta era una activitat gratificant fa uns quaranta anys, quan es va publicar per primera vegada el Graham i Dodd, però la situació ha canviat [... Actualment] dubto que esforços tan amplis produeixin una selecció superior que justifiqui els costos […] Estic de part de l'escola de pensament del «mercat eficient» | » |
| — Un paseo aleatorio por Wall Street, p. 175 | |   |

## Crítiques
Hi ha dos grups que critiquen l'ús de l'anàlisi fonamental:
- Seguidors de l'anàlisi tècnica: a l'hora d'invertir es basen exclusivament en el preu d'una acció i el volum de contractes que es fan sobre ella. Empren programes informàtics especials, gràfics i altres eines per determinar els moments òptims de compra i venda així com la tendència d'un determinat valor. Per ells, el preu d'una acció és més important que el conjunt dels factors fonamentals de l'empresa.

- Seguidors de la hipòtesi de l'eficiència dels mercats: normalment discrepen tant de l'anàlisi fonamental com també de la tècnica. Aquesta hipòtesi diu que el preu dels actius negociats als mercats financers reflecteix tota la informació coneguda pels membres del mercat i totes les creences dels inversors sobre el futur. Això implica que és impossible aconseguir superar els resultats del mercat de forma consistent, excepte a través de la sort o de la informació privilegiada. El flux de notícies que determinarà el preu de les accions és aleatori i no és possible conèixer-lo anticipadament.